# У цьому куточку світу
«У цьому куточку світу» (яп. この世界の片隅に, Kono Sekai no Katasumi ni) — манґа, написана та проілюстрована Фумійо Коно, яка виходила з 2007 по 2009 рік у журналі Weekly Manga Action. Історія розповідає про життя Судзу Урано — молодої нареченої, яка разом із новою родиною мешкає на околицях міста Куре під час Другої світової війни. У 2011 році манґа була адаптована у форматі телевізійного ігрового фільму. У 2016 році вийшла повнометражна аніме-екранізація. З липня по вересень 2018 року на телеканалі TBS транслювався телесеріал за мотивами манґи.

## Сюжет
Історія розповідає про Судзу — невинну молоду японку з талантом ілюстраторки, яка живе в Хіросімі та Куре, Японія, під час Другої світової війни. Коли Судзу було 18 років, вона працювала у невеликому сімейному бізнесі, коли раптом незнайомий молодий чоловік зробив їй пропозицію. Цей чоловік, Шюсаку, був цивільним службовцем Військово-морських сил і жив у Куре. Він згадав, що бачив Судзу десять років тому. Судзу вийшла за нього заміж, переїхала до Куре та приєдналася до родини Шюсаку. Однак темні хмари війни з США насувалися і ставали дедалі загрозливішими для звичайних японців.
Куре, велике портове місто, розташоване за годину їзди місцевим поїздом від Хіросіми. Порт виходить на Внутрішнє Японське море та є найбільшою військово-морською базою Імперського флоту Японії. У міру того як Японія зазнавала поразки від США, умови життя в країні погіршувалися, а американські військові сили все більше загрожували мирному населенню.
Попри брак їжі, Судзу намагалася подолати важкі умови воєнного часу і готувалася до зменшення можливих збитків від бомбардувань. У 1945 році США почали повітряні нальоти, які сильно пошкодили військові кораблі, бази та житлові райони Куре. Судзу розмірковувала, чи не повернутися їй до рідного району Еба в Хіросімі, який ще не зазнав бомбардувань, з дому в Куре. Коли Судзу ще була в Куре, 6 серпня 1945 року, ядерне бомбардування жахливо знищило незліченну кількість людей і все навколо в Хіросімі.
Як і багато японців, Судзу не змогла уникнути неминучої трагедії, яку принесла війна. Вона втратила дорогих людей, а також свою праву руку, на яку вона покладалася і з якою малювала. Коли війна закінчилася через дев’ять днів після ядерного бомбардування, родина розпочала нове життя в епоху новонародженої Японії. Судзу знову знайшла сили й мотивацію жити далі — заради себе й інших, з мужністю й любов’ю, в одному куточку світу..

## Персонажі
- Судзу Ходжьо (у дівоцтві Урано) — головна героїня, вийшла заміж у підлітковому віці та переїхала з рідної Хіросіми до дому Шюсаку в Куре. Невинна й наївна, добре малює. Докладала багато зусиль, щоб подолати труднощі під час війни, але згодом зазнала трагедії.
- Шюсаку Ходжьо — чоловік Судзу. Серйозний і мовчазний. Судовий чиновник Військового трибуналу в Куре. Старший за Судзу на чотири роки
- Харумі Куромура – дівчинка приблизно п'яти років. Племінниця Судзу, донька Кейко. Загинула під час бомбардування Куре американськими силами, коли гуляла разом із Судзу.
- Кейко Куромура – сестра Шюсаку та вдова. Мати Харумі. Має також сина на ім’я Хісао, якого забрала родина покійного чоловіка як спадкоємця, тож Кейко втратила право його бачити.
- Тецу Мідзухара – друг Судзу з дитинства. У нього залишилися гарні спогади про Судзу. Насправді закоханий у неї. Моряк японського крейсера «Аоба»
- Сумі Урано – молодша сестра Судзу. Згодом тяжко захворіла внаслідок опромінення після атомного бомбардування Хіросіми.
- Ентаро Ходжьо — батько Шюсаку. Інженер військово-морського арсеналу Хіро.
- Сан Ходжьо – мати Шусаку. Має травму ноги, яка обмежує її у виконанні домашньої роботи. Припускається, що Шюсаку одружився з Судзу, щоб вона могла допомагати родині, але він це заперечує.
- Джюро Урано – батько Судзу. Володів сімейним бізнесом з вирощування та торгівлі морськими водоростями, згодом став фабричним робітником. Помер від наслідків радіації після атомного бомбардування Хіросіми.
- Кісено Урано – мати Судзу. Зникла безвісти після атомного бомбардування в Хіросімі, ймовірно загинула.
- Йоічі Урано – старший брат Судзу. Солдат, відправлений на один із південних островів Тихоокеанського театру бойових дій. Повідомлено, що загинув у бою.
- Рін Шіракі – куртизанка, яка працює в кварталі червоних ліхтарів Куре. У дитинстві ховалася на даху будинку бабусі й дідуся Судзу, де вперше коротко зустріла Судзу, яка пригостила її кавуном. Пізніше знову зустрічається з Судзу в Куре, коли та загубилась, повертаючись додому. Між ними зав’язується дружба. Невідомо для Судзу, Шюсаку мав стосунки з Рін, і це згодом викликає напруження в її шлюбі. Судзу почувається гіршою за Рін, але все одно просить Шюсаку дізнатися, чи жива вона, коли чує, що район, де жила Рін, був бомбардований. Судзу знаходить повністю зруйнований бордель і розуміє, що Рін загинула.

## Медіа

### Манґа
Манґа Фумійо Коно виходила з 5 січня 2007 року по 6 січня 2009 року в журналі Weekly Manga Action видавництва Futabasha і була зібрана в три томи.
В Україні офіційно випускається видавництвом САФРАН. Анонс відбувся у червні 2025 року.

### Телевізійний спецвипуск
Історію було екранізовано у форматі телевізійного ігрового спеціального випуску, який вийшов 5 серпня 2011 року на телеканалі NTV, У головній ролі Судзу Урано зіграла Кейко Кітаґава, Шюсаку Ходжьо — Кейсуке Коіде, Рін Шіракі — Юка, Тецу Мідзухару — Мокомічі Хаямі, Кейко — Рьо, Ентаро Ходжьо — Сабуро Шінода, Сан Ходжьо — Йошіє Ічіґе, а роль Тідзуко Ходжьо виконала Мана Ашіда.

### Аніме-фільм
Манґу було адаптовано в аніме-фільм 2016 року. Режисером став Сунао Катабучі. У 2019 році вийшла розширена версія фільму, яка стала найдовшим анімаційним фільмом, що коли-небудь демонструвався в кінотеатрах.

### Телесеріал
Дев'ятисерійний телесеріал транслювався з 15 липня по 16 вересня 2018 року о 21:00 (за японським стандартним часом) щонеділі на каналі TBS. Мацумото Хонока та Міу Араї зіграли Судзу (дорослу та юну), а Торі Мацудзака зіграла Шюсаку Ходжьо. Серед інших акторів були Кьоко Кагава, Мачіко Оно, Томорово Тагучі, Ран Іто, Сайрі Іто, Кахо Цучімура та Саю Кубота. Сценаристом був Йошікадзу Окада, режисером — Нобухіро Дой, а музику написав Джо Хісайші.

### Мюзикл
Мюзикл за мотивами історії, написаний і поставлений Ікко Уедою, був анонсований у серпні 2023 року для прем’єри у травні 2024 року. Вистава відкрилася в театрі Nissay у Токіо, після чого вирушила у національне турне з червня по липень із зупинками в Хоккайдо, Яманасі, Ібаракі та Осаці, а завершилася в Хіросімі. Головну роль Судзу виконували Нацумі Кон і Сакурако Охара (змінні склади акторів), роль Шюсаку виконали Наото Кайхо та Рьота Мураї, а роль Рін — Ая Хірано та Рейка Сакураї. Кейко грає Кей Отоцукі. Музику до мюзиклу написала і склала японська співачка та композиторка Анжела Акі. Головний сингл мюзиклу під назвою «Kono Sekai no Achikochi ni» був випущений 7 лютого 2024 року. Виступи обох складів були записані.

## Сприйняття
Манґа була відзначена журі як рекомендований твір на Японському фестивалі медіамистецтва 2008 року, а вже наступного року здобула Премію за високу майстерність. У творі відзначено «казковий» стиль оповіді, а гумор Коно отримав чимало похвали. У 2016 році манґа також була удостоєна Гран-прі 16-ї премії Sense of Gender Awards. Станом на березень 2018 року тираж манґи перевищив один мільйон примірників.
Телевізійний спецвипуск отримав рейтинг 12,7. Телесеріал мав середній рейтинг 9,7.